# باول سينجر (رجل أعمال)
باول سينجر (بالإنجليزية: Paul Singer)‏ هو صحفي ومحامي أمريكي، ولد في 22 أغسطس 1944 في نيويورك في الولايات المتحدة. وهو مدير صندوق تحوط أمريكي ومستثمر ومساهم ناشط ومحسن ومؤسس ورئيس ومدير تنفيذي مشارك لشركة إليوت مانجمنت [الإنجليزية] . عتبارًا من أكتوبر 2021، قدرت ثروته الصافية بـ 4.3 مليار دولار أمريكي.
وصفته مجلة فورتشن بأنه أحد «أذكى وأصعب مديري الأموال» في صناعة صناديق التحوط. صنفه عدد من المصادر على أنه «نسر رأسمالي»، ويرجع ذلك إلى حد كبير إلى دوره في EMC، والذي كان يُطلق عليه اسم الصندوق النسر. وصفته الإندبندنت بأنه «رائد في مجال شراء السندات السيادية بسعر رخيص، ثم ملاحقة البلدان للديون غير المسددة.» يأخذون حصة ملكية في شركة ويحثون على استخدام النفوذ وحقوق التصويت لتشجيع التغيير، كما قاموا بالتوسع في الأسهم الخاصة.
تشمل الأنشطة الخيرية لسينجر تقديم الدعم المالي LGBTQ rights لقد قدم التمويل إلى معهد مانهاتن لأبحاث السياسة، وهو معارض قوي لزيادة الضرائب على أغنى 1٪ من دافعي الضرائب ويعارض جوانب من قانون دود فرانك. ينشط سينجر في سياسات الحزب الجمهوري، ويعتبر سينجر وغيره من المنتسبين إلى إدارة إليوت مجتمعين «أهم مصدر للمساهمات» في اللجنة الوطنية لمجلس الشيوخ الجمهوري.

## حياته
وُلد باول سينجر عام 1944، ونشأ في تينيك، نيو جيرسي، في عائلة يهودية ، وهو واحد من ثلاثة أطفال لصيدلاني في مانهاتن وربة منزل. حصل على بكالوريوس العلوم. في علم النفس من جامعة روتشستر عام 1966  ودكتوراه في القانون من كلية الحقوق بجامعة هارفارد عام 1969. في عام 1974، ذهب سنجر للعمل كمحام في قسم العقارات في بنك الاستثمار دونالدسون ولوفكين وجينريت [الإنجليزية] .

## أعماله

### إدارة إليوت
في عام 1977، مع «صيغة رابحة» للمراجحة القابلة للتحويل، ترك سنجر القانون ليؤسس شركته الاستثمارية الخاصة. أسس صندوق التحوط Elliott Associates. برأس مال أولي قدره 1.3 مليون دولار من مخت لف الأصدقاء وأفراد الأسرة. وفقًا لصحيفة The Telegraph في عام 2011، يعد صندوق اليوت «واحدًا من أقدم صناديق التحوط في وول ستريت.»
وفقًا لـمجلة فورتشن، شارك إليوت "في معظم عمليات إعادة الهيكلة الكبيرة التي تلت الانهيار." قطع غيار السيارات التي تحتاجها جنرال موتورز وكرايسلر ". في النهاية، دفعت وزارة الخزانة الأمريكية لشركة إليوت مانجمنت "12.9 مليار دولار نقدًا وإعانات من صندوق إنقاذ السيارات التابع لوزارة الخزانة الأمريكية." 600 مليون دولار قرض مشترك. في فبراير 2014، سيطر إليوت على 23 مليار دولار (19 مليار جنيه إسترليني) من الأموال وكان تاسع أكبر مستثمر في وول ستريت.
في يونيو 2015، كان إليوت مستثمرًا نشطًا نشطًا في سيتريكس سيستيمز، دافعًا لتغييرات مختلفة. في مايو 2014، فرضت هيئة تنظيم الأسواق المالية الفرنسية غرامة قياسية على إليوت بلغت 14 مليون يورو (22 مليون دولار) للتداول من الداخل، وهو الحكم الذي استأنفته الشركة. في نزاع طويل الأمد بين Singer وأفراد من عائلة Lee حول الاندماج بين سامسونج و Cheil Industries ، نشرت سامسونج في عام 2015 العديد من الرسوم الكاريكاتورية لسنجر باعتباره نسرًا مجسمًا على موقع الشركة على الإنترنت. ندد سنجر وآخرون بالرسوم الكاريكاتورية باعتبارها معادية للسامية. ردت سامسونج بعد عدة أيام شجبت معاداة السامية، وسحبت الصور من موقعها على الإنترنت.
صنفت فوربس صافي ثروة سينجر بـ 2.1 مليار دولار في عام 2015  و 2.2 مليار دولار في عام 2016. اعتبارًا من نوفمبر 2015، تشرف شركة Elliott Management Corporation على Elliott Associates و Elliott International Limited ، اللتين تمتلكان معًا أكثر من 27 مليار دولار من الأصول الخاضعة للإدارة في «صندوق متعدد الإستراتيجيات multi-strategy fund». تضم الشركة قسم الأسهم الخاصة. وصفتها صحيفة وول ستريت جورنال في يونيو 2015 بـ «متخصص في النشاط في شركات التكنولوجيا»، تشتمل محفظة إليوت مانجمنت المتنوعة أيضًا على مكون تقني بارز. تابعت الشركة «أكثر من 40 حملة تستهدف شركات التكنولوجيا» بين عامي 2004 و 2015، وفقًا لرويترز. في عام 2018، سيطرت إليوت مانجمنت على نادي كرة القدم الإيطالي إيه سي ميلان.
في 1 فبراير 2020، قبل عدة أسابيع من سماع العديد من الأمريكيين عن مرض فيروس كورونا 2019 ، كتب سنجر مذكرة إلى موظفيه حول الاستعداد لاحتمال الحجر الصحي لمدة شهر على الأقل بسبب الفيروس. بعد أن استحوذت إدارة إليوت على حصة في تويتر، ضغطت سنجر للإطاحة بجاك دورسي والسيطرة على أربعة مقاعد في مجلس الإدارة بعد أن أعلن دورسي أنه سينتقل إلى إفريقيا. تم التوصل إلى اتفاق أعطى إليوت مانجمنت مقعدًا في مجلس الإدارة وترك دورسي في منصب الرئيس التنفيذي.

### الديون السيادية
في أوائل التسعينيات، بدأ سنجر في استخدام إستراتيجية شراء الديون السيادية من الدول التي هي في حالة تخلف عن السداد أو تقترب من السداد، مثل الأرجنتين، والبيرو حتى شركة NML Capital Limited ، وجمهورية الكونغو من خلال شركة Kensington International Inc. أدت ممارسة سنجر المتمثلة في شراء الديون المتعثرة من الشركات والدول ذات السيادة والسعي إلى السداد الكامل من خلال المحاكم إلى انتقادات. دافع سنغر و EMC عن نموذجهم باعتباره «قتالًا ضد الدجالين الذين يرفضون اللعب وفقًا لقواعد السوق» وقال مؤيدو هذه الممارسة إنها «تساعد في إبقاء الحكومات الكليبتوقراطية تحت السيطرة». في عام 1996، اشترى إليوت ديون البيرو المتعثرة مقابل 11.4 مليون دولار. فاز إليوت بحكم قيمته 58 مليون دولار وكان على بيرو أن تسدد المبلغ بالكامل بموجب قانون التكافؤ. عندما كان رئيس بيرو السابق ألبرتو فوجيموري يحاول الفرار من البلاد بسبب انتهاكات حقوق الإنسان والفساد، صادر سنجر طائرته وعرض السماح له بمغادرة البلاد مقابل دفع 58 مليون دولار من الخزانة. وافق فوجيموري  في التسعينيات، اشترى كينغستون العالمية - قسم EMC بمللغ 30 مليون دولار أمريكي (18 مليون جنيه إسترليني) من «الديون السيادية الكونغولية... أقل من 20 مليون دولار.» بعد ذلك أمضى كنسينغتون سنوات في محاولة الحصول على أجره بالكامل من خلال المحاكم. في عام 2008 قامت كنسينغتون وجمهورية الكونغو بتسوية مبلغ لم يكشف عنه.
بعد أن تخلفت الأرجنتين عن سداد ديونها في عام 2002، رفضت شركة NML Capital Limited المملوكة لشركة إليوت قبول العرض الأرجنتيني بدفع أقل من 30 سنتًا لكل دولار من الديون. رفع إليوت دعوى قضائية ضد الأرجنتين بشأن قيمة الدين، ووجدت المحاكم البريطانية الأدنى أن الأرجنتين تتمتع بحصانة حكومية. استأنف إليوت القضية بنجاح أمام المحكمة العليا في المملكة المتحدة، التي قضت بأن إليوت لديه الحق في محاولة الاستيلاء على ممتلكات أرجنتينية في المملكة المتحدة، وفي 2 أكتوبر 2012، رتبت سينغر أمرًا للمحكمة الغانية لاحتجاز سفينة بحرية أرجنتينية في ميناء غاني في محاولة لإجبار الأرجنتين على سداد الدين، ولكن تم رفضه عندما تم حظر الاستيلاء من قبل المحكمة الدولية لقانون البحار. في فبراير 2013، استمعت محكمة الاستئناف الأمريكية إلى استئناف الأرجنتين في قضية تخلفها عن سداد ديونها لشركةNML. في مارس 2013، عرضت الأرجنتين خطة جديدة، [52] تم رفضها أولاً من قبل المحاكم الأدنى ثم محكمة الاستئناف الأمريكية للدائرة الثانية في 23 أغسطس 2013، ثم مرة أخرى في يونيو 2014 في المحكمة العليا الأمريكية. في مارس 2014، حاولت NML Capital تلبية قرارات المحكمة من خلال رفع دعوى قضائية ضد شركة SpaceX ، سعياً للحصول على حقوق عقدي إطلاق قمر صناعي اشترته الأرجنتين بقيمة 113 مليون دولار. .:2 في في أوائل عام 2016، قضت محاكم أمريكية بأنه يتعين على الأرجنتين سداد مدفوعاتها كاملة لحاملي السندات الرافضين بحلول 29 فبراير / شباط. في فبراير 2016 توصلت الأرجنتين إلى اتفاق مع سينجر. وقد أطلق على سنجر لقب نسر الرأسمالية نسر بسبب استثمارات شركة إليوت مانجمنت في الديون المتعثرة.:301

## روابط خارجية
- باول سينجر على موقع مونزينجر (الألمانية)